# Campionati del mondo di atletica leggera 2009 - 200 metri piani maschili
La gara dei 200 metri piani maschili dei Campionati del mondo di atletica leggera 2009 si è svolta su tre giornate: primo e secondo turno il 18 agosto, rispettivamente nella sessione mattutina e pomeridiana, mentre le semifinali nella sessione pomeridiana del 19 agosto e la finale nella serata del 20 agosto nella sessione pomeridiana.
Usain Bolt ha vinto la medaglia d'oro ottenendo anche il record mondiale percorrendo i 200m in 19"19. Medaglia d'argento per Alonso Edward, con 19"81. Bronzo per Wallace Spearmon che firma la sua migliore prestazione stagionale in 19"85.

## Podio
| Pos.    | Atleta           | Nazionalità | Prestazione |
| ------- | ---------------- | ----------- | ----------- |
| Oro     | Usain Bolt       | Giamaica    | 19"19       |
| Argento | Alonso Edward    | Panama      | 19"81       |
| Bronzo  | Wallace Spearmon | Stati Uniti | 19"85       |

## Situazione pre-gara
I due atleti più attesi in questa competizione sono il giamaicano Usain Bolt, detentore del record del mondo e campione olimpico in carica, e lo statunitense Tyson Gay, al vertice della graduatoria stagionale di specialità e campione mondiale uscente poi presentatosi solamente nella specialità dei 100 metri.

### Record
Dopo la competizione questo è il record aggiornato del mondo (RM) e dei campionati (RC):
| Record                                  | Prestazione     | Atleta              | Data                             | Competizione  |
| --------------------------------------- | --------------- | ------------------- | -------------------------------- | ------------- |
| Record mondiale · Record dei campionati | 19"19 v. (-0,3) | Usain Bolt Giamaica | 20 agosto 2009 Berlino, Germania | Mondiali 2009 |

Prima di questa competizione, il record del mondo (RM) e il record dei campionati (RC) erano i seguenti:
| Record                | Prestazione     | Atleta                | Data                           | Competizione   |
| --------------------- | --------------- | --------------------- | ------------------------------ | -------------- |
| Record mondiale       | 19"30 v. (-0,9) | Usain Bolt Giamaica   | 20 agosto 2008 Pechino, Cina   | Olimpiadi 2008 |
| Record dei campionati | 19"76 v. (-0,8) | Tyson Gay Stati Uniti | 30 agosto 2007 Osaka, Giappone | Mondiali 2007  |

### Campioni in carica
I campioni in carica a livello olimpico, mondiale ed europeo erano:
| Campione | Atleta                      | Prestazione     | Data                            | Competizione   |
| -------- | --------------------------- | --------------- | ------------------------------- | -------------- |
| Olimpico | Usain Bolt Giamaica         | 19"30 v. (-0,9) | 20 agosto 2008 Pechino, Cina    | Olimpiadi 2008 |
| Mondiale | Tyson Gay Stati Uniti       | 19"76 v. (-0,8) | 30 agosto 2007 Osaka, Giappone  | Mondiali 2007  |
| Europeo  | Francis Obikwelu Portogallo | 20"01 v. (+1,6) | 10 agosto 2006 Göteborg, Svezia | Europei 2006   |

### La stagione
Prima di questa gara, gli atleti con le migliori tre prestazioni dell'anno erano:
| Pos. | Atleta                       | Prestazione     | Data                                 |
| ---- | ---------------------------- | --------------- | ------------------------------------ |
| 1    | Tyson Gay Stati Uniti        | 19"58 v. (+1,3) | 30 maggio 2009 New York, Stati Uniti |
| 2    | Usain Bolt Giamaica          | 19"59 v. (-0,9) | 7 luglio 2009 Losanna, Svizzera      |
| 3    | Wallace Spearmon Stati Uniti | 19"98 v. (+1,3) | 30 maggio 2009 New York, Stati Uniti |

## Risultati
Le qualificazioni si sono svolte in 9 batterie a partire dalle 10.05 CEST del 18 agosto 2009.
Si qualificano per il 2º turno i primi tre classificati di ogni batteria (Q), più gli atleti con i migliori quattro tempi degli atleti inizialmente esclusi (q), per un totale di 32 atleti ammessi al turno successivo.

### Batterie
| Corsia | Atleta              | Nazione           | Tempo (s) | Note                                     |
| ------ | ------------------- | ----------------- | --------- | ---------------------------------------- |
| 4      | Shawn Crawford      | Stati Uniti       | 20"60     | Q                                        |
| 2      | Roman Smirnov       | Russia            | 20"60     | Q                                        |
| 3      | Brian Dzingai       | Zimbabwe          | 20"97     | Q                                        |
| 6      | Adam Harris         | Guyana            | 21"28     |                                          |
| 1      | Aaron Armstrong     | Trinidad e Tobago | 21"38     | Miglior prestazione personale stagionale |
| 7      | Khalil Al-Hanahneh  | Giordania         | 21"98     |                                          |
| 5      | Dwain Chambers      | Regno Unito       | dns       |                                          |
| 8      | Jaysuma Saidy Ndure | Norvegia          | dns       |                                          |

| Corsia | Atleta                    | Nazione             | Tempo (s) | Note                                     |
| ------ | ------------------------- | ------------------- | --------- | ---------------------------------------- |
| 4      | Brendan Christian         | Antille Olandesi    | 20"81     | Q                                        |
| 2      | Aleixo-Platini Menga      | Germania            | 20"84     | Q                                        |
| 7      | Charles Clark             | Stati Uniti         | 20"87     | Q                                        |
| 1      | Ben Youssef Meïté         | Costa d'Avorio      | 20"93     | q                                        |
| 8      | Omar Jouma Al-Salfa       | Emirati Arabi Uniti | 20"94     | q                                        |
| 3      | Niko Verekauta            | Figi                | 21"43     | Miglior prestazione personale stagionale |
| 6      | Amr Ibrahim Mostafa Seoud | Egitto              | 21"44     |                                          |
| 5      | Desislav Gunev            | Bulgaria            | dnf       |                                          |

| Corsia | Atleta                 | Nazione  | Tempo (s) | Note |
| ------ | ---------------------- | -------- | --------- | ---- |
| 5      | Steve Mullings         | Giamaica | 20"62     | Q    |
| 6      | Paul Hession           | Irlanda  | 20"66     | Q    |
| 8      | Kenji Fujimitsu        | Giappone | 20"69     | Q    |
| 3      | David Alerte           | Francia  | 20"72     | q    |
| 4      | Khalid Idrissi Zougari | Marocco  | 21"24     |      |
| 2      | Franklin Nazareno      | Ecuador  | 21"84     |      |
| 7      | Gerald Phiri           | Zambia   | dns       |      |

| Corsia | Atleta             | Nazione     | Tempo (s) | Note                          |
| ------ | ------------------ | ----------- | --------- | ----------------------------- |
| 8      | Marlon Devonish    | Regno Unito | 20"92     | Q                             |
| 5      | Ramil Guliyev      | Azerbaigian | 21"12     | Q                             |
| 7      | Marek Niit         | Estonia     | 21"21     | Q                             |
| 3      | Nathaniel McKinney | Bahamas     | 21"26     |                               |
| 6      | Joel Redhead       | Grenada     | 21"37     |                               |
| 1      | Ronalds Arajs      | Lettonia    | 21"38     |                               |
| 2      | Sibusiso Matsenjwa | eSwatini    | 21"93     | Miglior prestazione personale |
| 4      | Andrew Hinds       | Barbados    | 22"60     |                               |

| Corsia | Atleta           | Nazione           | Tempo (s) | Note |
| ------ | ---------------- | ----------------- | --------- | ---- |
| 5      | Usain Bolt       | Giamaica          | 20"70     | Q    |
| 8      | Rondell Sorrillo | Trinidad e Tobago | 20"74     | Q    |
| 4      | Sam Effah        | Canada            | 20"80     | Q    |
| 2      | Sandro Viana     | Brasile           | 21"18     |      |
| 6      | Eddy De Lépine   | Francia           | 21"23     |      |
| 7      | Hitoshi Saito    | Giappone          | 21"38     |      |
| 3      | Obinna Metu      | Nigeria           | dns       |      |

| Corsia | Atleta               | Nazione           | Tempo (s) | Note |
| ------ | -------------------- | ----------------- | --------- | ---- |
| 7      | Alonso Edward        | Panama            | 20"71     | Q    |
| 4      | Marc Schneeberger    | Svizzera          | 20"76     | Q    |
| 5      | Emmanuel Callander   | Trinidad e Tobago | 20"81     | Q    |
| 2      | Ihor Bodrov          | Ucraina           | 21"00     |      |
| 6      | Hamed Hamdan AlBishi | Arabia Saudita    | 21"00     |      |
| 4      | Ramon Gittens        | Barbados          | 21"33     |      |
| 8      | Vyacheslav Muravyev  | Kazakistan        | 21"48     |      |

| Corsia | Atleta                | Nazione             | Tempo (s) | Note |
| ------ | --------------------- | ------------------- | --------- | ---- |
| 2      | Martial Mbandjock     | Francia             | 20"65     | Q    |
| 5      | Marco Cribari         | Svizzera            | 20"80     | Q    |
| 4      | Rolando Palacios      | Honduras            | 20"83     | Q    |
| 6      | Kim Collins           | Saint Kitts e Nevis | 20"83     | q    |
| 8      | Alexander Kosenkow    | Germania            | 20"99     |      |
| 7      | Ángel David Rodríguez | Spagna              | 21"37     |      |
| 3      | Tyson Gay             | Stati Uniti         | dns       |      |

| Corsia | Atleta            | Nazione     | Tempo (s) | Note                                     |
| ------ | ----------------- | ----------- | --------- | ---------------------------------------- |
| 1      | Jared Connaughton | Canada      | 20"82     | Q                                        |
| 8      | Shinji Takahira   | Giappone    | 20"86     | Q                                        |
| 2      | Stéphane Buckland | Mauritius   | 21"00     | Q                                        |
| 6      | Patrick van Luijk | Paesi Bassi | 21"05     |                                          |
| 4      | Fanuel Kenosi     | Botswana    | 21"75     | Miglior prestazione personale stagionale |
| 5      | Nikolai Portelli  | Malta       | 22"11     |                                          |
| 7      | Gabriel Mvumvure  | Zimbabwe    | 22"67     |                                          |
| 3      | Arnaldo Abrantes  | Portogallo  |           | dns                                      |

| Corsia | Atleta           | Nazione          | Tempo (s) | Note |
| ------ | ---------------- | ---------------- | --------- | ---- |
| 6      | Robert Hering    | Germania         | 20"64     | Q    |
| 3      | Wallace Spearmon | Stati Uniti      | 20"66     | Q    |
| 7      | Gavin Smellie    | Canada           | 20"71     | Q    |
| 4      | Thuso Mpuang     | Sudafrica        | 20"91     | q    |
| 5      | Ramone McKenzie  | Giamaica         | 20"97     |      |
| 2      | Seth Amoo        | Ghana            | 21"04     |      |
| 8      | Churandy Martina | Antille Olandesi | dns       |      |

### Quarti di finale
I quarti di finale (secondo turno) si sono svolti a partire dalle 18.55 CEST del 18 agosto 2009. Si qualificano per le semifinali i primi tre classificati di ogni serie (Q), più i 4 atleti con il miglior tempo degli atleti inizialmente esclusi (q), per un totale di 16 atleti ammessi al turno successivo.
| Corsia | Atleta            | Nazione             | Tempo (s) | Note |
| ------ | ----------------- | ------------------- | --------- | ---- |
| 3      | Usain Bolt        | Giamaica            | 20"41     | Q    |
| 2      | David Alerte      | Francia             | 20"51     | Q    |
| 4      | Martial Mbandjock | Francia             | 20"55     | Q    |
| 8      | Charles Clark     | Stati Uniti         | 20"55     | q    |
| 5      | Rondell Sorrillo  | Trinidad e Tobago   | 20"58     | q    |
| 1      | Kim Collins       | Saint Kitts e Nevis | 20"84     |      |
| 6      | Marc Schneeberger | Svizzera            | 20"91     |      |
| 7      | Gavin Smellie     | Canada              | 21"27     |      |

| Corsia | Atleta              | Nazione             | Tempo (s) | Note                                     |
| ------ | ------------------- | ------------------- | --------- | ---------------------------------------- |
| 3      | Shawn Crawford      | Stati Uniti         | 20"37     | Q                                        |
| 6      | Marlon Devonish     | Regno Unito         | 20"66     | Q                                        |
| 8      | Rolando Palacios    | Honduras            | 20"69     | Q                                        |
| 7      | Shinji Takahira     | Giappone            | 20"69     |                                          |
| 4      | Roman Smirnov       | Russia              | 20"72     | Miglior prestazione personale stagionale |
| 1      | Omar Jouma Al-Salfa | Emirati Arabi Uniti | 20"97     |                                          |
| 5      | Jared Connaughton   | Canada              | dq        |                                          |
| 2      | Brian Dzingai       | Zimbabwe            | dnf       |                                          |

| Corsia | Atleta               | Nazione           | Tempo (s) | Note |
| ------ | -------------------- | ----------------- | --------- | ---- |
| 4      | Steve Mullings       | Giamaica          | 20"23     | Q    |
| 7      | Ramil Guliyev        | Azerbaigian       | 20"40     | Q    |
| 6      | Paul Hession         | Irlanda           | 20"48     | Q    |
| 3      | Brendan Christian    | Antigua e Barbuda | 20"58     | q    |
| 8      | Emmanuel Callander   | Trinidad e Tobago | 20"62     | q    |
| 5      | Aleixo-Platini Menga | Germania          | 20"68     |      |
| 1      | Ben Youssef Meïté    | Costa d'Avorio    | 20"78     |      |
| 2      | Stéphane Buckland    | Mauritius         | 21"33     |      |

| Corsia | Atleta           | Nazione     | Tempo (s) | Note |
| ------ | ---------------- | ----------- | --------- | ---- |
| 6      | Alonso Edward    | Panama      | 20"33     | Q    |
| 4      | Wallace Spearmon | Stati Uniti | 20"44     | Q    |
| 3      | Robert Hering    | Germania    | 20"58     | Q    |
| 5      | Marco Cribari    | Svizzera    | 20"81     |      |
| 1      | Thuso Mpuang     | Sudafrica   | 20"87     |      |
| 7      | Kenji Fujimitsu  | Giappone    | 20"97     |      |
| 8      | Sam Effah        | Canada      | 20"97     |      |
| 2      | Marek Niit       | Estonia     | dns       |      |

### Semifinali
Le semifinali si sonsvolte dalle ore 19.25 CEST del 19 agosto 2009. Si qualificano (Q) alla finale i primi 4 di ogni serie.
| Corsia | Atleta            | Nazione           | Tempo (s) | Note                                     |
| ------ | ----------------- | ----------------- | --------- | ---------------------------------------- |
| 3      | Usain Bolt        | Giamaica          | 20"08     | Q                                        |
| 5      | Alonso Edward     | Panama            | 20"22     | Q                                        |
| 6      | Shawn Crawford    | Stati Uniti       | 20"35     | Q                                        |
| 4      | David Alerte      | Francia           | 20"45     | Q                                        |
| 7      | Robert Hering     | Germania          | 20"52     |                                          |
| 2      | Rondell Sorrillo  | Trinidad e Tobago | 20"63     |                                          |
| 8      | Rolando Palacios  | Honduras          | 20"67     | Miglior prestazione personale stagionale |
| 1      | Brendan Christian | Antigua e Barbuda | 20"79     |                                          |

| Corsia | Atleta             | Nazione           | Tempo (s) | Note                          |
| ------ | ------------------ | ----------------- | --------- | ----------------------------- |
| 5      | Wallace Spearmon   | Stati Uniti       | 20"14     | Q                             |
| 3      | Steve Mullings     | Giamaica          | 20"26     | Q                             |
| 2      | Charles Clark      | Stati Uniti       | 20"27     | Q                             |
| 4      | Ramil Guliyev      | Azerbaigian       | 20"28     | Q                             |
| 7      | Martial Mbandjock  | Francia           | 20"43     | Miglior prestazione personale |
| 8      | Paul Hession       | Irlanda           | 20"48     |                               |
| 6      | Marlon Devonish    | Regno Unito       | 20"62     |                               |
| 1      | Emmanuel Callander | Trinidad e Tobago | 20"70     |                               |

### Finale
La finale si è svolta alle 20.35 CEST del 20 agosto 2009.
| Pos. | Corsia | Atleta           | Nazione     | Tempo (s) | Note                                     |
| ---- | ------ | ---------------- | ----------- | --------- | ---------------------------------------- |
|      | 5      | Usain Bolt       | Giamaica    | 19"19     | Record mondiale                          |
|      | 6      | Alonso Edward    | Panama      | 19"81     | Record nazionale                         |
|      | 4      | Wallace Spearmon | Stati Uniti | 19"85     | Miglior prestazione personale stagionale |
| 4    | 8      | Shawn Crawford   | Stati Uniti | 19"89     | Miglior prestazione personale stagionale |
| 5    | 3      | Steve Mullings   | Giamaica    | 19"98     | Miglior prestazione personale            |
| 6    | 7      | Charles Clark    | Stati Uniti | 20"39     |                                          |
| 7    | 1      | Ramil Guliyev    | Azerbaigian | 20"61     |                                          |
| 8    | 2      | David Alerte     | Francia     | 20"68     |                                          |